# Mauro Pane

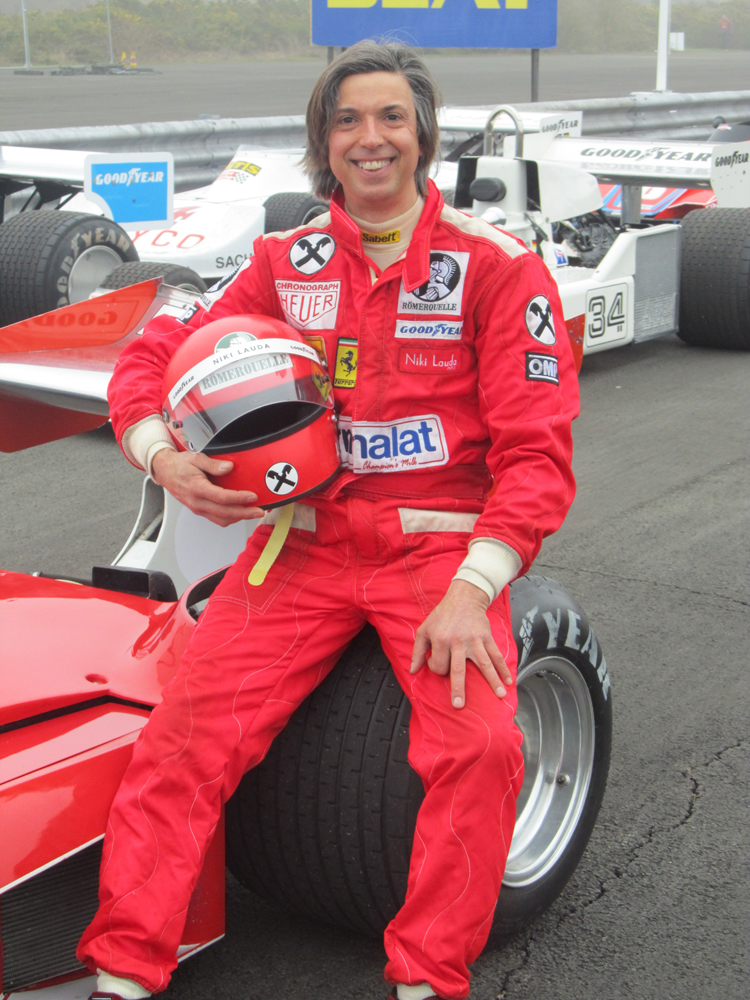
Mauro Pane am Set des Spielfilms Rush – Alles für den Sieg

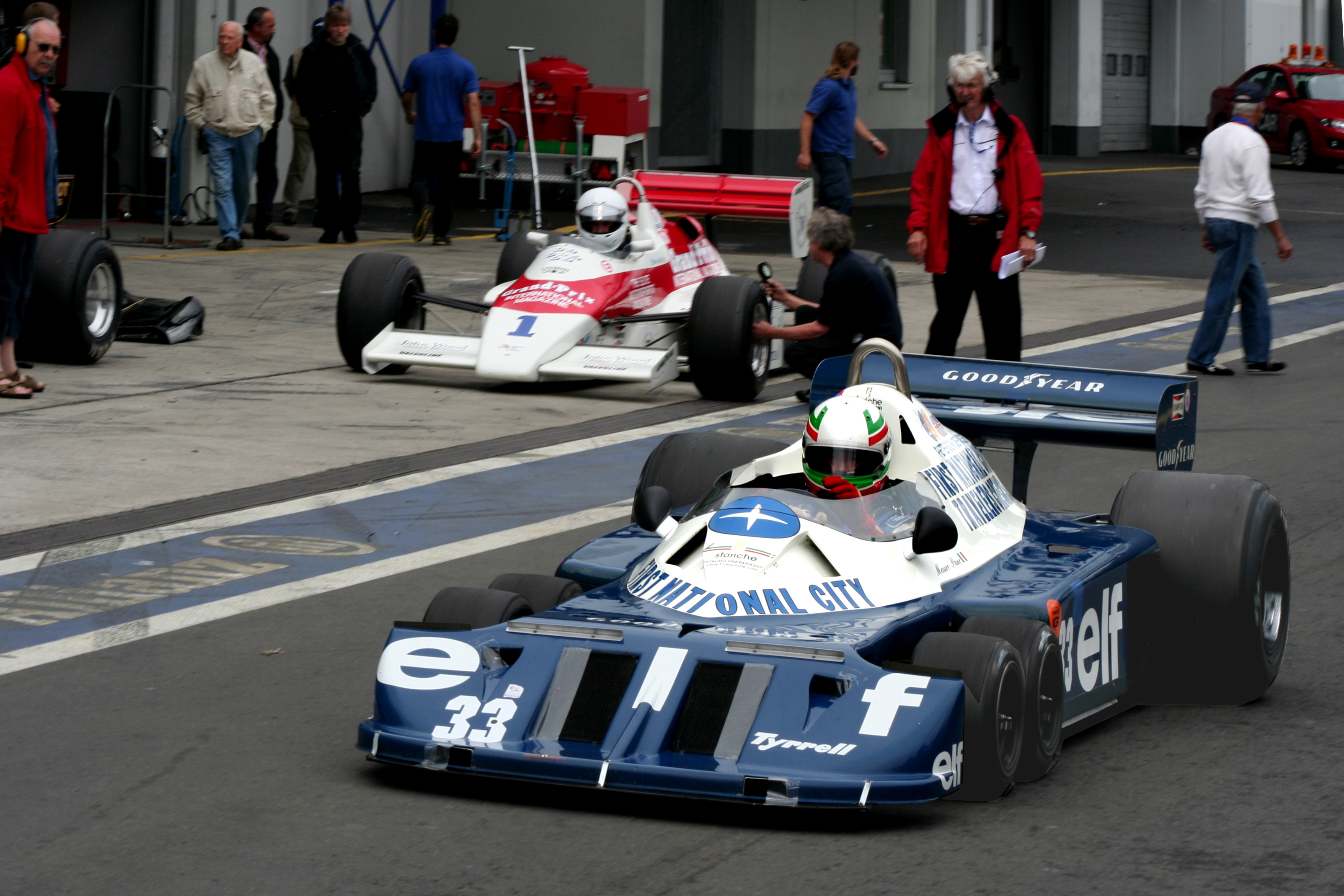
Mauro Pane beim Oldtimer Festival auf dem Nürburgring 2007 im Tyrrell P34

Mauro Pane (* 31. März 1963; † 9. Februar 2014) war ein italienischer Autorennfahrer, Restaurator und Stuntman.

## Karriere

### Rennfahrer
Panes Begeisterung für den Motorsport begann mit Karts, mit denen er 1986 die italienische Meisterschaft gewann. Später widmete er sich dem historischen Motorsport und gründete die „F1 Storiche (Historic F1)“ in Sannazzaro de’ Burgondi, wie es heißt die einzige Werkstatt in Europa, die historische Formel-1-Rennwagen sowie andere einsitzige Rennfahrzeuge repariert und restauriert. Als Fahrer nahm er an Oldtimerrennen wie dem Oldtimer Festival auf dem Nürburgring teil und gewann 2008 mit dem sechsrädrigen Tyrrell P34 von 1977 die FIA Masters Historic Formula One Championship.

### Stuntfahrer
In dem am 3. Oktober 2013 in Deutschland und Österreich uraufgeführten Spielfilm Rush – Alles für den Sieg über die Rivalität der Rennfahrer Niki Lauda und James Hunt doubelte Pane in einigen Szenen den Niki-Lauda-Darsteller Daniel Brühl, unter anderem in der Szene des Feuerunfalls beim Großen Preis von Deutschland 1976 auf dem Nürburgring. Vier Monate nach der Uraufführung des Films verunglückte Pane mit einem Renault Megane tödlich. Zunächst war er vermisst worden, bevor der Wagen zwischen Gambolò und Pavia gefunden und aus einem Fluss geborgen wurde. Auch Panes Begleiterin starb bei dem Unfall.